# James Anthony McBride
James Anthony McBride (Verenigde Staten, 1952) is een Amerikaanse acteur. McBride is het meest bekend door zijn rol in Red Dead Redemption 2 uit 2018, waar hij de motion capture van het personage Uncle verzorgd, die eerst door John O'Creagh werd gespeeld tot zijn overlijden in 2016. McBride heeft ook in 2016 in Blindspot gespeeld.

## Filmografie

### Films
Inclusief korte films
| Jaar | Titel                  | Rol                     |
| ---- | ---------------------- | ----------------------- |
| 2017 | I See Jesus            | Elder Eugene            |
| 2017 | All the Things You Are | Paul                    |
| 2017 | The Homecoming         | Craig                   |
| 2021 | Sweet Girl             | Building Security Guard |
| 2021 | Designed to Kill       | Lt Brian Murphy         |
| 2021 | Soul Santa             | Irish Mike              |

### Series
| Jaar | Titel            | Rol            |
| ---- | ---------------- | -------------- |
| 2000 | Arrest & Trial   | Colm Connoly   |
| 2002 | Hack             | Police Officer |
| 2016 | Blindspot        | AI             |
| 2019 | The Good Fight   | Chris Colman   |
| 2021 | FBI: Most Wanted | Adam Yates     |

### Computerspellen
| Jaar | Titel                 | Rol   |
| ---- | --------------------- | ----- |
| 2018 | Red Dead Redemption 2 | Uncle |